# Cnemaspis baueri
Espèce
Cnemaspis baueri est une espèce de geckos de la famille des Gekkonidae.

## Répartition
Cette espèce est endémique de Pulau Aur au Johor en Malaisie.

## Description
Cnemaspis baueri mesure, queue non comprise, jusqu'à 64,9 mm. C'est une espèce nocturne insectivore.

## Étymologie
Cette espèce est nommée en l'honneur de l'herpétologiste américain Aaron Matthew Bauer.

## Publication originale
- Das & Grismer, 2003 : Two new species of Cnemaspis Strauch 1887 (Squamata, Gekkonidae) from the Seribuat Archipelago, Pahang and Johor States, West Malaysia. Herpetologica, vol. 59, n. 4, p. 544-552.